# Runensteine von Hansta

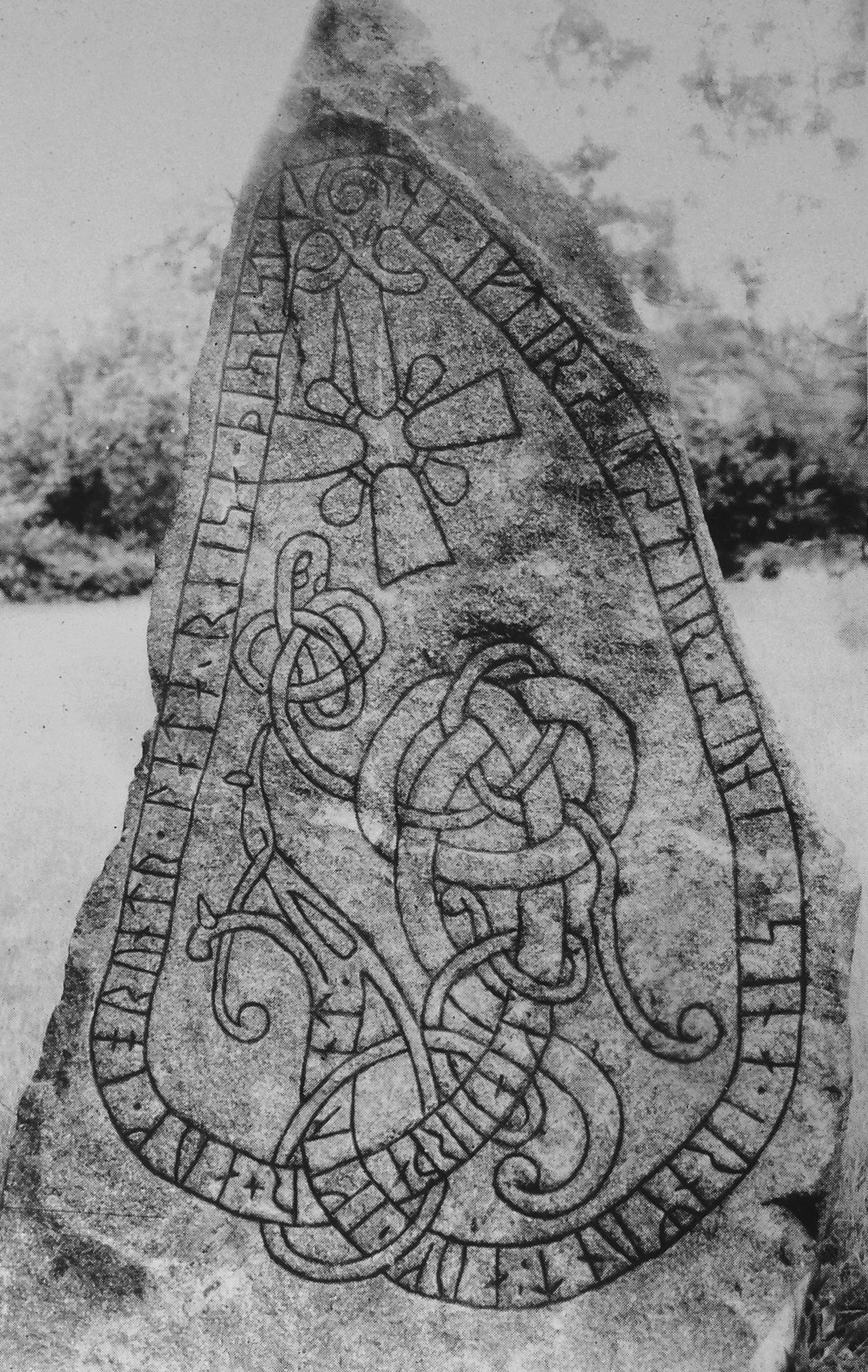
Hansta, Stein U72

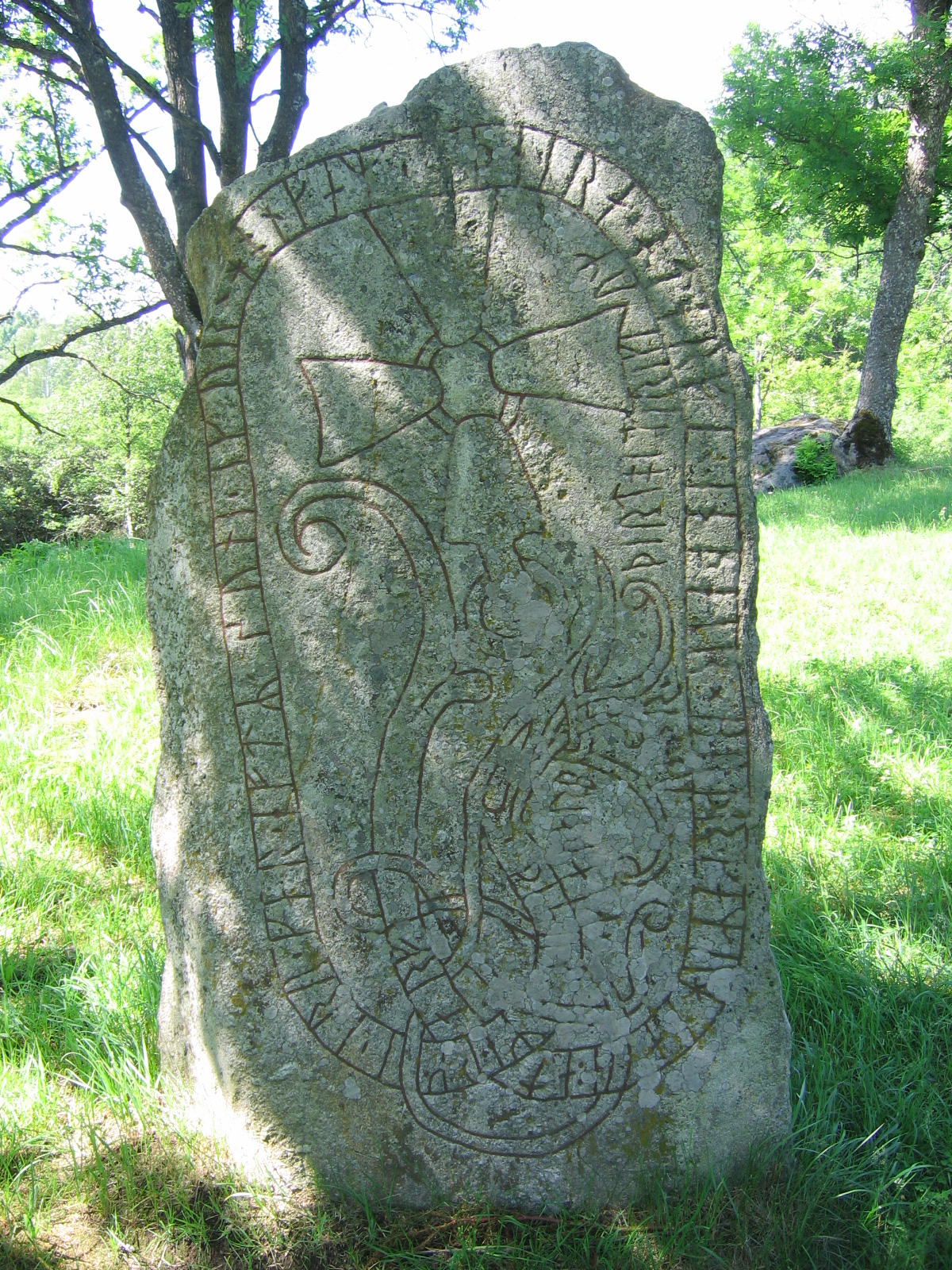
Hansta, Stein U73

Die Runensteine von Hansta (auch Hägerstalund oder Järvafältet; Kat.-Nr. U72 und 73) waren zwei ursprünglich zusammengehörige Runensteine im Hansta naturreservat in Spånga-Tensta, einem Stadtteil im Nordwesten der schwedischen Hauptstadt Stockholm. 
Beide stammen aus der späten Wikingerzeit, etwa 980–1100 n. Chr. Der Stein U72 wurde 1896 in das Freilichtmuseum Skansen versetzt, der Stein U73 befindet sich am ursprünglichen Standort.
Die beiden Runensteine aus Granit sind eindrucksvolle Beispiele ihrer Gattung. Sie tragen einen fortgeschriebenen Text und belegen die Raubzüge der Wikinger im Osten. Die Schlangenbandsteine, deren Runenschrift sich vom Kopf einer Schlange über den verschlungenen Körper bis zum Schwanzende zieht, entwickelten sich mit dem Ringerike- und Urnes-Stil. Beide Steine tragen ein Kreuz.

## Stein U72
Der Text des dreieckigen Steines lautet: 
„Gaerthar und Jorund lassen diese Steine errichten für ihre Neffen Aernmund und Ingimund“.

## Stein U73
Der Text des anderen Steines fährt fort: 
„Diese Denkmäler sind hergestellt zur Erinnerung an Ingas Söhne. Sie (Inga) trat das Erbe nach ihnen an, aber die Brüder, Gaerthar und sein Bruder, traten ihr (Ingas) Erbe an (nach Ingas Tod). Sie (Aernmund und Ingimund) starben in Griechenland“. Der Runenstein ist vom Runenmeister Visäte signiert, der auch die Steine U 337, U 614 von Torsätra und die Runenplatte Fv1946;258 von Fällbro signierte.